# Tortanus spinicaudatus
Tortanus spinicaudatus is een eenoogkreeftjessoort uit de familie van de Tortanidae. De wetenschappelijke naam van de soort is voor het eerst geldig gepubliceerd in 1956 door Shen & Bai.